# NGC 6292
NGC 6292 ist eine 13,5 mag helle Spiralgalaxie vom Hubble-Typ Sbc im Sternbild Drache am Nordsternhimmel. Sie ist schätzungsweise 161 Millionen Lichtjahre von der Milchstraße entfernt und hat einen Durchmesser von etwa 75.000 Lj.
Im selben Himmelsareal befinden sich u. a. die Galaxien NGC 6295 und NGC 6297.
Das Objekt wurde am 8. Juli 1885 von Lewis A. Swift entdeckt.